# Saison 1895-1896 des Sénateurs d'Ottawa
Autres saisons
Saison précédente Saison suivante
La saison 1895-1896 de hockey sur glace est la onzième à laquelle participe le Club de hockey d'Ottawa.

## Classement
| Clt   | Équipe                  | PJ | V | D | N | BP | BC | Pts |
| ----- | ----------------------- | -- | - | - | - | -- | -- | --- |
| +001, | Victorias de Montréal   | 8  | 7 | 1 | 0 | 41 | 24 | -   |
| +002, | Club de hockey d'Ottawa | 8  | 6 | 2 | 0 | 22 | 16 | -   |
| +003, | Bulldogs de Québec      | 8  | 4 | 4 | 0 | 23 | 23 | -   |
| +004, | AAA de Montréal         | 8  | 2 | 6 | 0 | 24 | 33 | -   |
| +005, | Shamrocks de Montréal   | 8  | 1 | 7 | 0 | 16 | 30 | -   |

- Champion de l'AHAC

## Meilleurs marqueurs
| Joueur          | PJ | B |
| --------------- | -- | - |
| Harry Westwick  | 8  | 8 |
| Alf Smith       | 8  | 7 |
| Herbert Russell | 6  | 4 |
| Thomas Kirby    | 8  | 3 |

## Matchs après matchs
| No | Date        | Visiteurs | Résultat | Domicile  | Fiche |
| -- | ----------- | --------- | -------- | --------- | ----- |
| 1  | 4 janvier   | Ottawa    | 2-1      | Shamrocks | 1-0-0 |
| 2  | 18 janvier  | AAA       | 1-3      | Ottawa    | 2-0-0 |
| 3  | 25 janvier  | Ottawa    | 2-5      | Québec    | 2-1-0 |
| 4  | 1er février | Ottawa    | 3-2      | Victorias | 3-1-0 |
| 5  | 8 février   | Victorias | 3-2      | Ottawa    | 3-2-0 |
| 6  | 15 février  | Ottawa    | 3-2      | AAA       | 4-2-0 |
| 7  | 29 février  | Shamrocks | 2-3      | Ottawa    | 5-2-0 |
| 8  | 7 mars      | Québec    | 0-4      | Ottawa    | 6-2-0 |

## Effectif
- Gardien de buts : Fred Chittick
- Joueurs : Thomas Kirby, Harvey Pulford, Herbert Russell, Alf Smith, Harry Westwick, Fred White et Weldy Young